# Adenia litoralis
Adenia litoralis är en passionsblomsväxtart som beskrevs av Hearn. Adenia litoralis ingår i släktet Adenia och familjen passionsblomsväxter. Inga underarter finns listade i Catalogue of Life.